# Toninho Moura
Antonio Moura Sanches, mais conhecido por Toninho Moura (Bauru, 22 de Julho de 1954) é um ex-futebolista e atual treinador de futebol brasileiro.

## Carreira
Como jogador, Toninho atuou por Coritiba, Matsubara, Comercial, ABC, Marília, Taubaté e Figueirense.
Após encerrar sua carreira de atleta, Toninho Moura continuou trabalhando no futebol. Começou sua carreira nas categorias de base no Matsubara. Em 1992, teve sua primeira experiência como treinador de um time profissional no Esporte Clube Taubaté, ao substituir Luiz Carlos Ferreira durante a disputa do Campeonato Paulista da Série A2.
Iniciou o ano de 2009 no comando do Grêmio Barueri, da divisão de elite do futebol paulista, mas foi para a Ferroviária de Araraquara após ser demitido.
Com o término da participação da Ferroviária no Campeonato Paulista da Série A2 de 2009, acertou com o Esporte Clube Taubaté. Esta é a sua terceira passagem pelo "Burro da Central".

## Títulos
- Campeonato Paulista de Futebol - Série A3: 1994 e 2003
- Campeonato Paulista de Futebol - Série B: 2006